# Björn Westerberg (arkitekt)

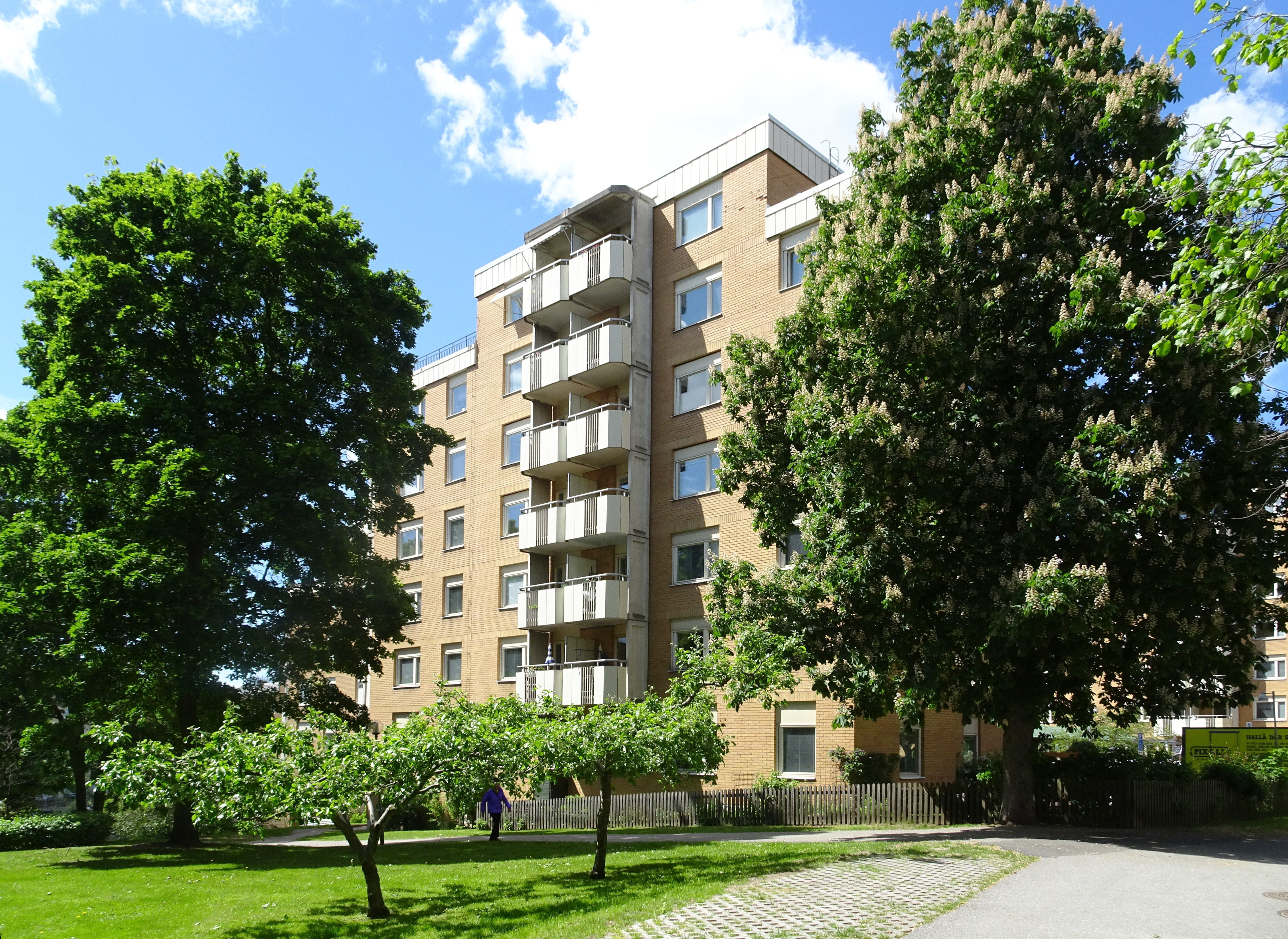
Reimersuddes seniorboende.

Björn Erik Westerberg, född 13 september 1930 i Stockholm, död 6 april 2013 i Tyresö församling, Stockholms län, var en svensk arkitekt.
Westerberg, som var son till läroverksadjunkt Erik Westerberg och Kajsen Herlitz, avlade studentexamen i Stockholm 1950 och utexaminerades från Kungliga Tekniska högskolan 1958. Han var anställd hos arkitekterna Åke Ahlström  och Kell Åström 1958–1962 och förste arkitekt på Stockholms stads fastighetskontor från 1962. Han ritade bland annat Reimersuddes seniorboende (1980) och Tanto servicehus (1986).